# Serafín Roldán
Serafín Roldán Freire, nacido en Granada (España) el 27 de julio de 1951; fue máximo accionista y presidente del Málaga Club de Fútbol entre los años 2001 y 2006. Es empresario de la industria gráfica afincado en Barcelona.
Roldán es el tercer presidente que ha tenido la entidad desde el cambio de denominación del Club Atlético Malagueño por Málaga Club de Fútbol, Sociedad Anónima Deportiva ocurrido en 1994 tras Federico Beltrán Galindo y Fernando Puche Doña.
Serafín Roldán llegó a la presidencia apoyado por el grupo accionarial del fallecido Antonio Asensio Pizarro. Durante el mandato de Serafín Roldán, el Málaga Club de Fútbol alcanzó sus más importantes cotas deportivas hasta el momento como la Copa Intertoto de la UEFA y su posterior trayectoria hasta cuartos de final de la Copa de la UEFA 2002-03 o la octava posición en la liga de Primera División en la temporada 2000/01; también durante su mandato el equipo filial alcanzó la Segunda División donde se mantuvo desde la temporada 2003/04 hasta la Segunda División de España 2005/06. Pero esa etapa acabó con el descenso del primer equipo a Segunda División en la temporada 2005/06. 
La presidencia y el cuerpo directivo durante este período no gozaron de popularidad entre los aficionados debido a la política de venta de muchos de los jugadores destacados.
En verano de 2006, Serafín Roldán abandonó la presidencia con el equipo descendido a Segunda División y con importantes problemas económicos que condujeron a la sociedad a un proceso concursal. Fue relevado como máximo accionista y presidente por Fernando Sanz Durán, hasta entonces capitán del equipo y marido Ingrid Asensio (hija de Antonio Asensio).
| Predecesor: Fernando Puche Doña | Presidente del Málaga Club de Fútbol 2001-2006 | Sucesor: Fernando Sanz Durán |